# Brihuega
Brihuega è un comune spagnolo di 2 538 abitanti situato nella comunità autonoma di Castiglia-La Mancia, nella Provincia di Guadalajara.
Il comune conta diversi nuclei urbani (la popolazione è riferita al 2009):
- Archilla, 41
- Balconete, 98
- Brihuega, 2.207
- Castilmimbre, 14
- Cívica, 7
- Fuentes de la Alcarria, 28
- Hontanares, 33
- Malacuera, 32
- Olmeda del Extremo, 22
- Pajares, 11
- Romancos, 165
- Santa Clara, 64
- Tomellosa, 54
- Valdesaz, 64
- Villaviciosa de Tajuña, 10
- Yela, 23